# Regional Reception Centre
Das Regional Reception Centre ist eine Haftanstalt für männliche Strafgefangene der Hochsicherheitsstufe (Maximum) im Südwesten der kanadischen Provinz Québec. Seit einer Zusammenlegung ist auch die Special Handling Unit (SHU, Spitzname „The Shu“) Bestandteil der Institution, eine Abteilung der Höchstsicherheitsstufe (Supermax). Der Betrieb erfolgt durch den Correctional Service of Canada (CSC).
Die Gesamtkapazität beträgt ungefähr 370 Insassen, davon mehr als 280 im Reception Centre und 90 in der SHU. Vollzugspersonal, welches im Kontakt zu den Gefangenen steht, ist grundsätzlich nur mit Pfefferspray ausgestattet, um zu vermeiden, dass Insassen sich gefährlich bewaffnen können. Das sternförmige Gebäude mit 6 Flügeln ist von drei Zäunen umgeben, in deren Umgebung sich nur landwirtschaftliche Flächen befinden.